# Dinotettix discolor
Dinotettix discolor är en insektsart som först beskrevs av Bolívar, I. 1908.  Dinotettix discolor ingår i släktet Dinotettix och familjen torngräshoppor. Inga underarter finns listade i Catalogue of Life.